# اف‌سی‌ای صربستان
اف‌سی‌ای صربستان (FIAT Krajsler Automobili Srbija) شرکت خودروسازی صربستانی است، که در سال ۲۰۰۸ توسط شرکت اف‌سی‌ای ایتالی و دولت صربستان تأسیس شد.